# Johann Paul Heumann
Johann Paul Heumann (* 1703 in Hannover; † 14. Dezember 1759 ebenda) war ein deutscher Hof-Tischler und Oberhofbaumeister.

## Leben

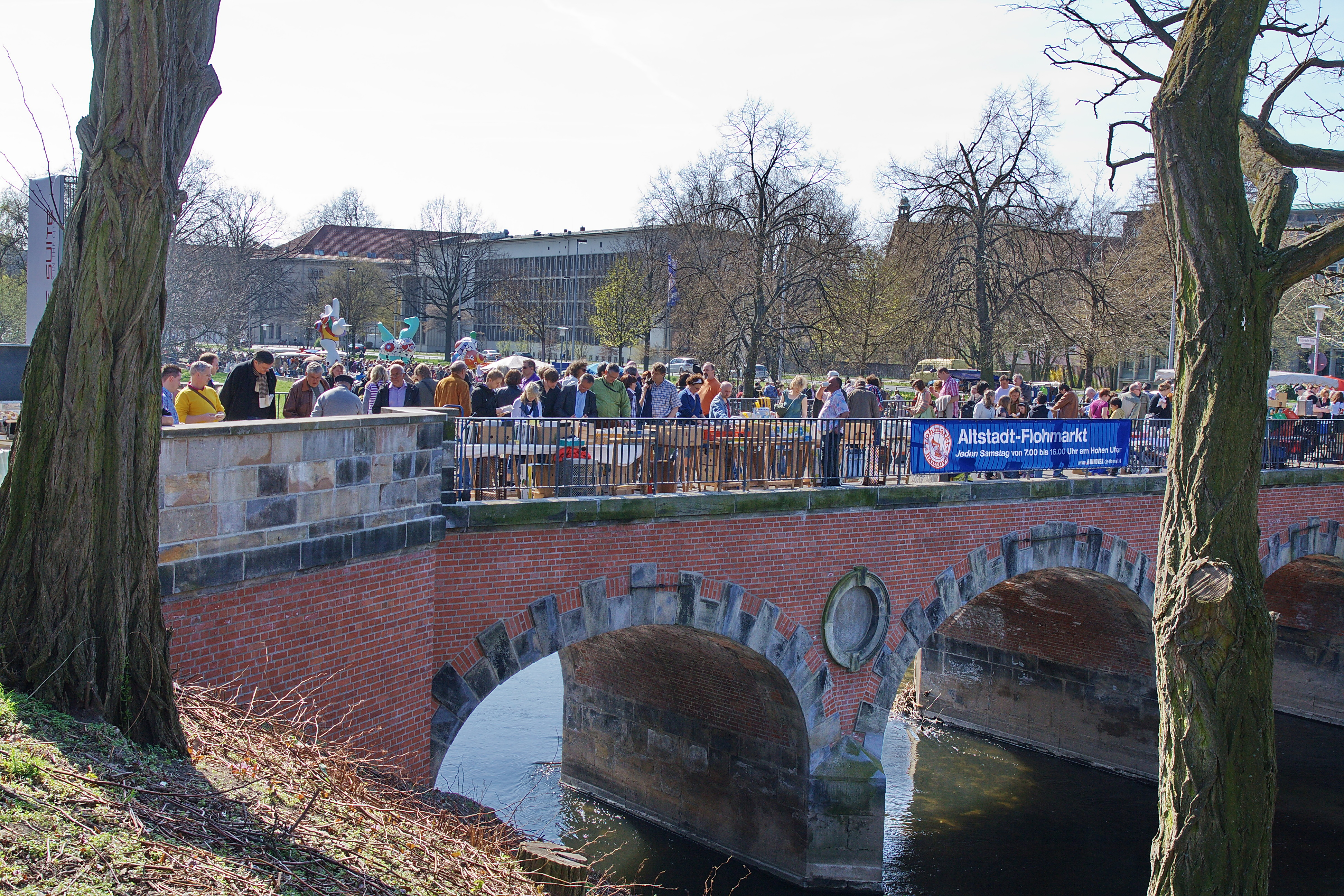
Die Marstallbrücke von 1736 gehört zu den bekanntesten Arbeiten Heumanns.

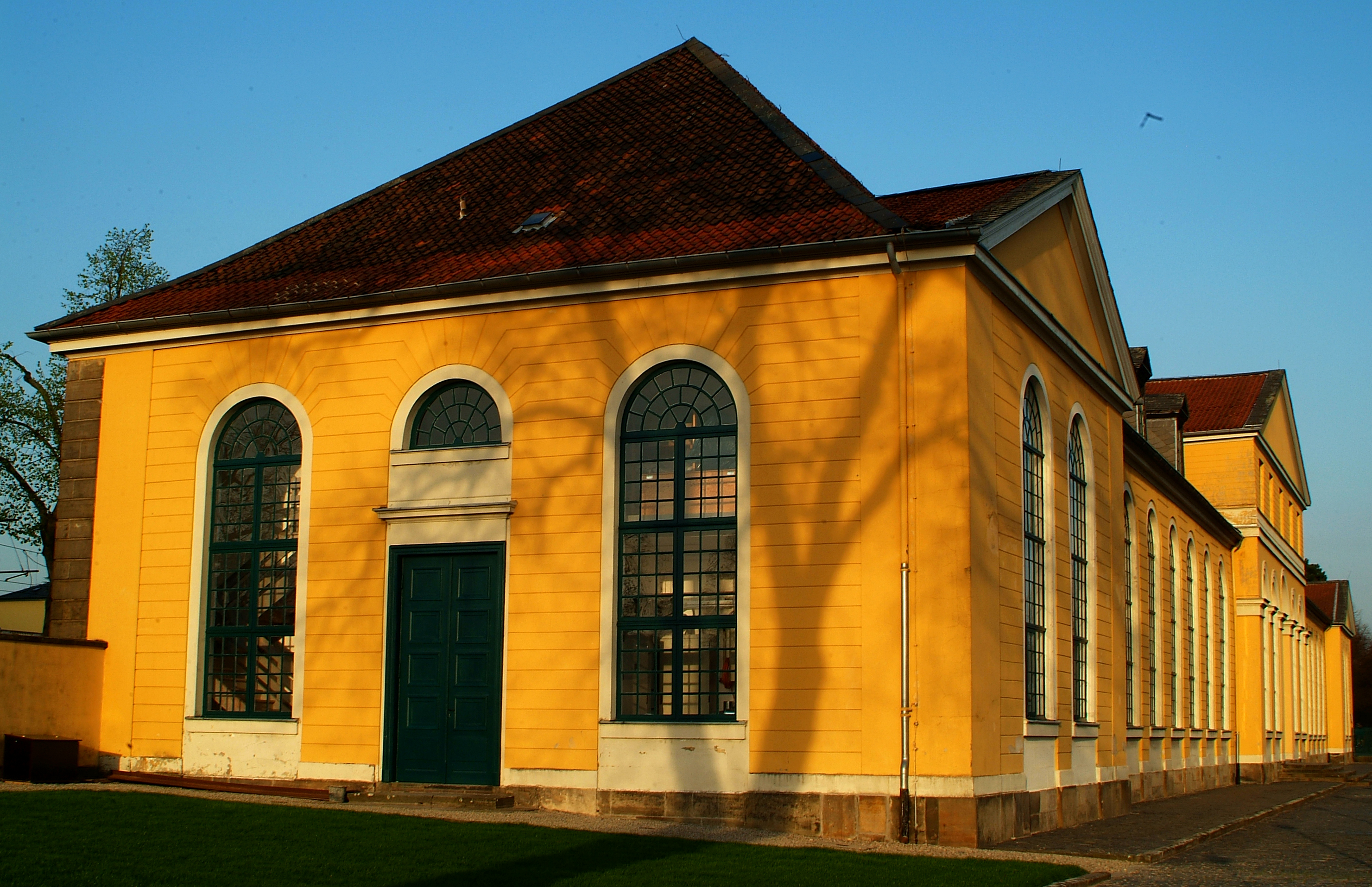
Die 1739 erneuerte Orangerie im Großen Garten von Herrenhausen

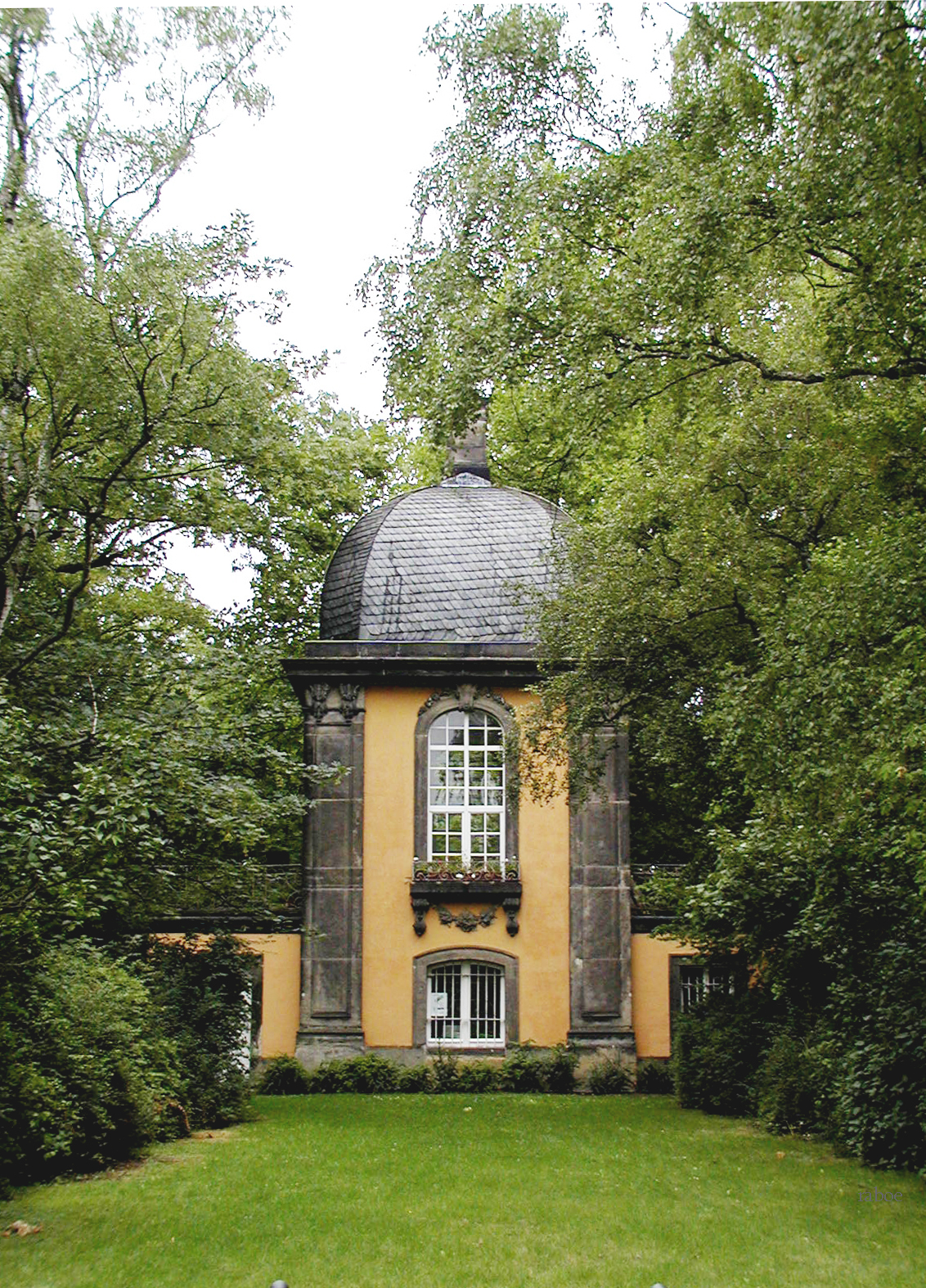
Der Küchengartenpavillon von 1749 wurde auf den Lindener Berg versetzt.

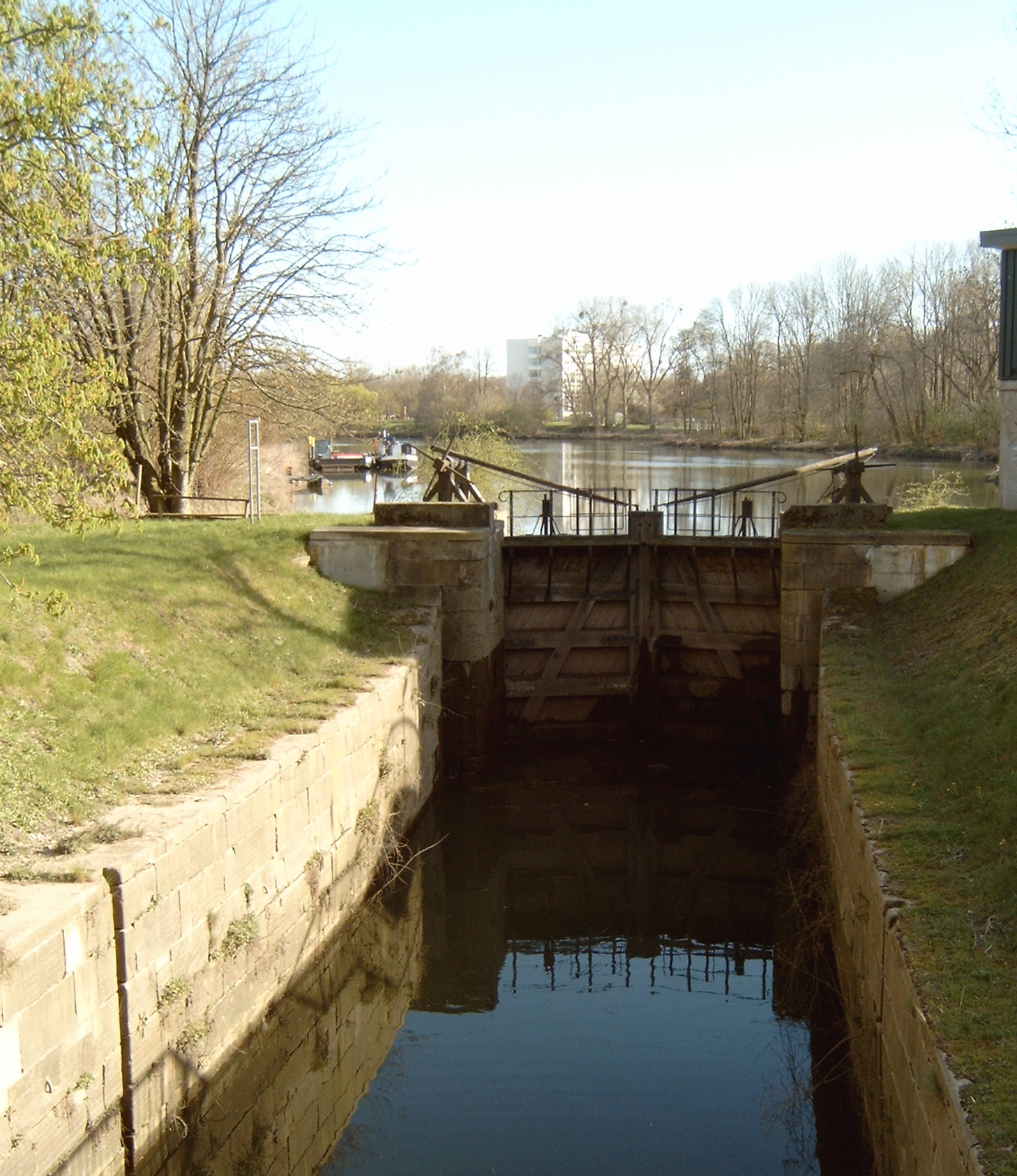
Eine der Schleusen von 1743 am Ernst-August-Kanal

Johann Paul kam als Sohn von Hermann Heumann aus Wiedensahl zur Welt, der ab 1701 als Hoftischler in Hannover tätig war. 1725 leistete Johann Paul Heumann den Bürgereid für die Stadt Hannover und übernahm das Amt seines Vaters.
Nach der Geburt seines Sohnes Johann Dietrich 1728 erhielt Heumann ein staatliches Stipendium, mit dem er zwecks Ausbildung nach Frankreich und Italien reiste. Zurück in Hannover, wurde er 1736 Nachfolger des – wegen Krankheit pensionierten – Hofbauarchitekten Tobias Henry Reetz. Zusätzlich zu seiner anfänglichen Besoldung von 600 Reichstalern erhielt Heumann für Arbeiten außerhalb Hannovers jeweils 3 Reichstaler Diäten.
1746 wurde Heumann zum Oberhofbaumeister ernannt. Als sich sein Gesundheitszustand ab 1758 verschlechterte, wurde er bei seinen Arbeiten teilweise von seinem Sohn entlastet.

## Werke (Auswahl)
- 1735–1739: Clevertor-Gefängnis (am Clevertor) in Hannover[1]
- 1736: „Tor des Maultierstalles am Königsworther Platz – vermutlich von Johann Paul Heumann erbaut. Nach Umbauten im Jahre 1770 lagen dort das Regiment Garde du Corps und ab 1867 bis 1909 die Königsulanen.“ Das nach den Luftangriffen auf Hannover im Zweiten Weltkrieg 1943 geborgene Tor wurde 1955 vor dem Stadtbauamt Hannover wieder aufgebaut.[3]
- 1736: Entwurf zur Erweiterung und Barockisierung des Göttinger Rathauses[4]
- 1736–1737: Marstallbrücke in Hannover[1]
- 1737: Anatomisches Theater der Universität Göttingen[5]
- 1739: Erneuerung der Orangerie im Großen Garten in Herrenhausen[1]
- 1742: Neubau des Erichsburger Amtskrugs[6]
- 1742–1743: Schleuse am Ernst-August-Kanal in Hannover-Herrenhausen; sie wurde 1764–1768 von seinem Sohn Johann Dietrich Heumann erneuert[1]
- 1742–1746, gemeinsam mit Jacques-François Blondel: Erneuerung des Kammerflügels am Leineschloss Hannover in französischem Barock[1]
- 1743–1745: Stift zum Heiligen Geist in Hannover[1]
- um 1744: Für den Geheimen Rat von Diede Erweiterung des 1735 im Hattorfschen Garten errichteten Lusthauses, des Vorgängergebäudes des Georgenpalais im Georgengarten Hannover[7]
- 1744: Kanzelaltar für die St. Nicolai-Kirche in Gifhorn[8]
- 1746–1749: Gartenkirche in Hannover[1]
- 1746–1750: Neue Schenke auf dem Neustädter Markt in Hannover, das spätere British Hotel, dann Konsistorium; das Gebäude war bisher dem Architekten Georg Friedrich Dinglinger zugeschrieben; neuere Forschungen ergaben jedoch Heumann als Erbauer.[1]
- 1747–1750: Hardenbergsches Haus in Hannover-Herrenhausen für den Gartendirektor Friedrich Karl von Hardenberg[1]
- um 1748: Observatorium für die Universität Göttingen[9]
- 1748–1749: Küchengartenpavillon als Belvedere-Pavillon im Küchengarten (Linden) in Linden, 1913 auf den Lindener Berg versetzt[1]
- 1750/51: Umgestaltung der Kirchenschiffächer von St. Michaelis, Lüneburg.[10]
- 1750–1762: Dach für die zweite Michel-Hauptkirche in Hamburg[11]
- 1753 Bau der St.-Johannis-Kirche in Siebeneichen
- 1757–1759: Zionskirche in Worpswede nach Plänen von Heumann[12], Bauleitung Moorkolonisator Jürgen Christian Findorff
- 1758: Entwurf für die Hängekanzel in der Kreuzkirche Hannover, ausgeführt durch Johann Friedrich Blasius Ziesenis[1]
- „Gutachten u. a. zum Schnellen Graben“, Hannover[1]
- Gartenanlagen im Park des Eutiner Schlosses[13]

Zwischen 1730 und 1740 soll Heumann in Dreilützow (heute ein Ortsteil von Wittendörp) bei der Planung des Herrenhauses tätig gewesen sein.